# Championnat du Turkménistan de football 2007
Navigation
Saison 2006 Saison 2008
La saison 2007 du Championnat du Turkménistan de football est la quinzième édition de la première division au Turkménistan. La compétition rassemble les huit meilleurs clubs du pays qui sont regroupés au sein d'une poule unique et s'affrontent quatre fois, deux à domicile et deux à l'extérieur. À l'issue du championnat, afin de faire passer le championnat à 12 clubs, il n'y a pas de relégation et quatre clubs de division inférieure sont promus.
C'est le club du FK Achgabat qui remporte la compétition cette saison après avoir terminé en tête du classement final, avec cinq points d'avance sur le double tenant du titre, HTTU Achgabat et dix-sept sur Nebitçi Balkanabat. C'est le tout premier titre de champion du Turkménistan de l'histoire du club. 
À la suite de la décision de l'AFC de basculer les clubs turkmènes de la Coupe de l'AFC vers la Coupe du président de l'AFC, seul le vainqueur du championnat obtient son billet pour la compétition continentale.

## Les clubs participants
| - Köpetdag Achgabat - Nebitçi Balkanabat - Merw Mary - Şagadam Türkmenbaşy | - Talyp Sporty Achgabat - Promu de D2 - HTTU Achgabat - Turan Dashoguz - FK Achgabat |

## Compétition
Le barème de points servant à établir le classement se décompose ainsi :
- Victoire : 3 points
- Match nul : 1 point
- Défaite : 0 point

### Classement
| Rang | Équipe                 | Pts | J  | G  | N | P  | Bp | Bc | Diff |
| ---- | ---------------------- | --- | -- | -- | - | -- | -- | -- | ---- |
| 1    | FK Achgabat            | 61  | 28 | 19 | 4 | 5  | 44 | 14 | +30  |
| 2    | HTTU AchgabatT         | 56  | 28 | 16 | 8 | 4  | 66 | 25 | +41  |
| 3    | Nebitçi Balkanabat     | 46  | 28 | 14 | 4 | 10 | 43 | 33 | +10  |
| 4    | Talyp Sporty AchgabatP | 41  | 28 | 12 | 5 | 11 | 41 | 38 | +3   |
| 5    | Şagadam TürkmenbaşyC   | 36  | 28 | 10 | 6 | 12 | 31 | 32 | -1   |
| 6    | Merw Mary              | 35  | 28 | 10 | 5 | 13 | 40 | 37 | +3   |
| 7    | Turan Dashoguz         | 24  | 28 | 7  | 3 | 18 | 23 | 56 | -33  |
| 8    | Köpetdag Achgabat      | 18  | 28 | 5  | 3 | 20 | 21 | 74 | -53  |

|  | Qualification pour la Coupe du président de l'AFC 2008        |
|  | T : Tenant du titre C : Vainqueur de la Coupe du Turkménistan |

## Bilan de la saison
| Championnat du Turkménistan de football 2007                             |                         |
| Champion                                                                 | FK Achgabat (1er titre) |
| Coupes et trophées                                                       |                         |
| Vainqueur de la Coupe du Turkménistan 2007                               | Şagadam Türkmenbaşy     |
| Qualifications continentales                                             |                         |
| Coupe du président de l'AFC 2008                                         | FK Achgabat             |
| Promotions et relégations                                                |                         |
| Promus en Yokary Liga                                                    | FK Ahal Änew            |
| Promus en Yokary Liga                                                    | Bagtyýarlyk Türkmenabat |
| Promus en Yokary Liga                                                    | FK Altyn Asyr           |
| Promus en Yokary Liga                                                    | Gara Altyn Balkanabat   |
| Relégués en Championnat du Turkménistan de football de deuxième division | Aucun                   |